# Feyzin
Feyzin est une commune française située dans la métropole de Lyon, en région Auvergne-Rhône-Alpes. Ses habitants sont appelés les Feyzinois et Feyzinoises.

## Géographie

### Situation
Feyzin est située en banlieue sud de Lyon et fait partie de la métropole de Lyon. La commune se divise en trois grandes entités : le plateau avec Feyzin-le-Haut regroupant la place de la Bégude, le parc de l'Europe avec le château, la plaine alluviale en contrebas, aux abords du Rhône et une zone intermédiaire allant de la mairie à l'église.

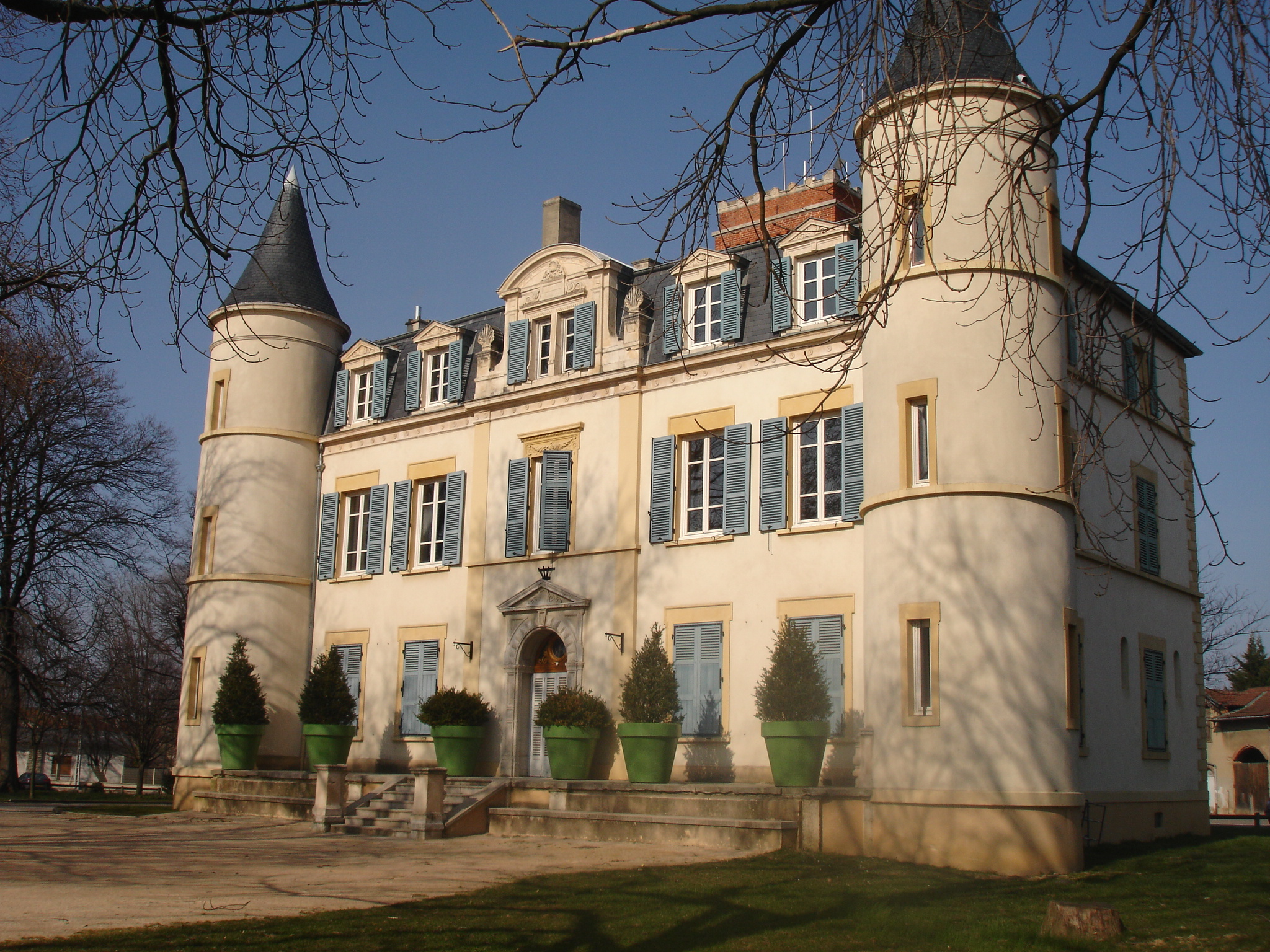
Le château qui abrite l'école de musique et le parc de l'Europe
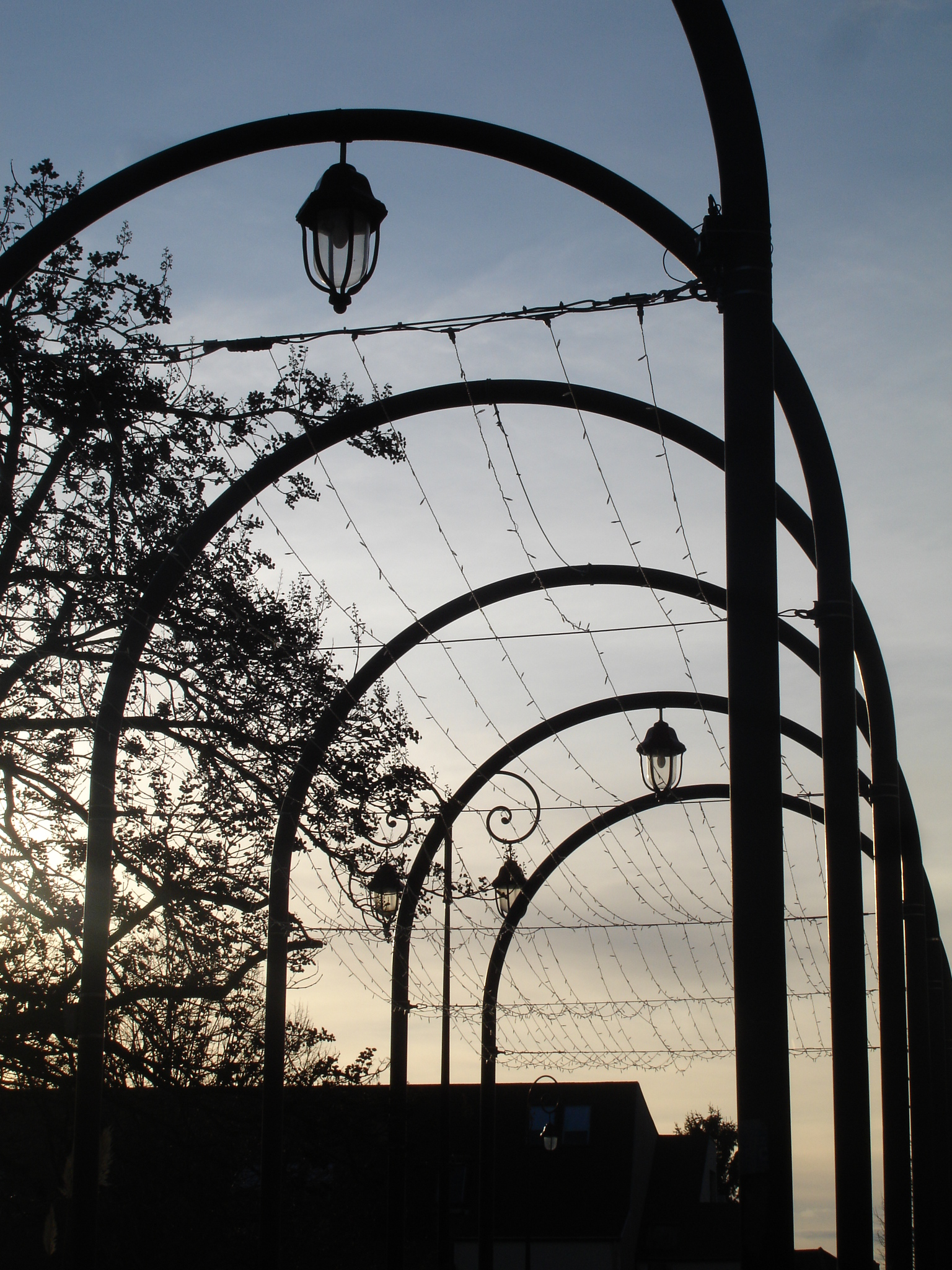
La Bégude
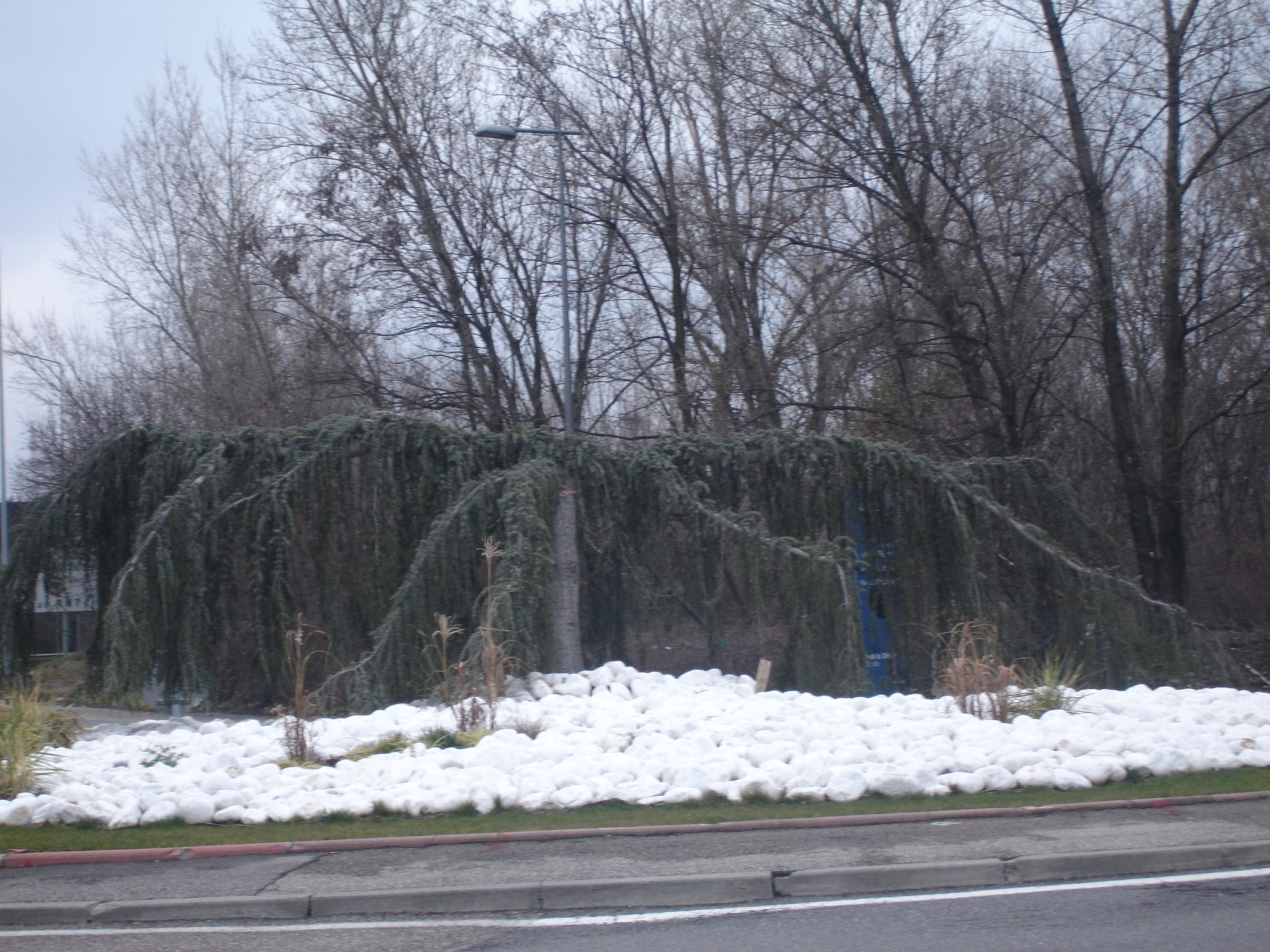
Rond-point de la raffinerie

#### Communes limitrophes
La commune est limitée à l'ouest par le Rhône où elle fait face à Irigny et Vernaison un peu plus au sud en descendant le fleuve. Elle s'étend au sud les communes de la vallée de l'Ozon (Saint-Symphorien-d'Ozon, Solaize) et au nord vers Lyon à travers les communes de Saint-Fons et de Vénissieux.
|         | Saint-Fons              | Venissieux |
| Irigny  | Feyzin                  | Corbas     |
| Solaize | Saint-Symphorien-d'Ozon |            |

### Paysages et environnement

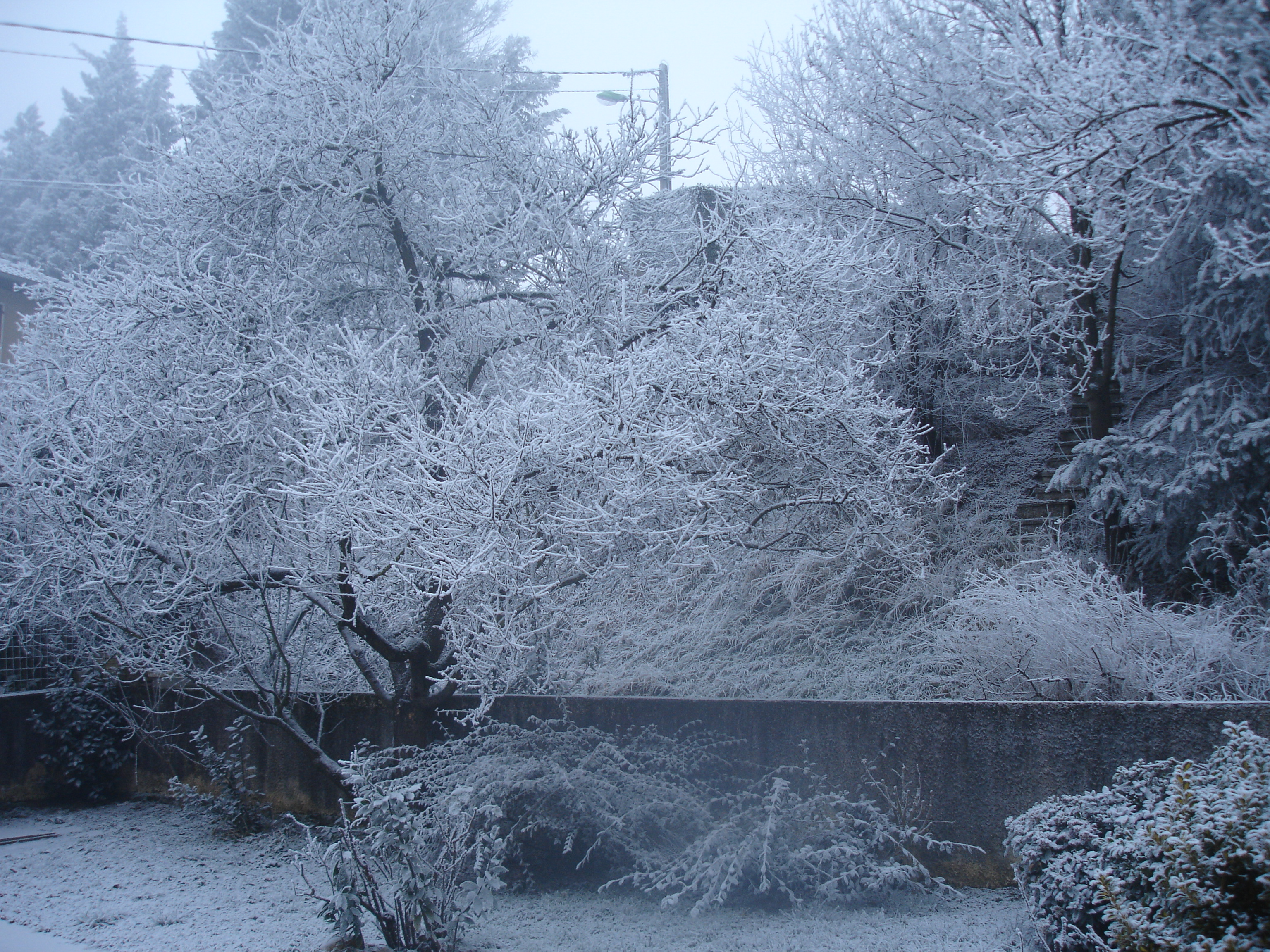
Arbres givrés à Feyzin

#### Espace naturel

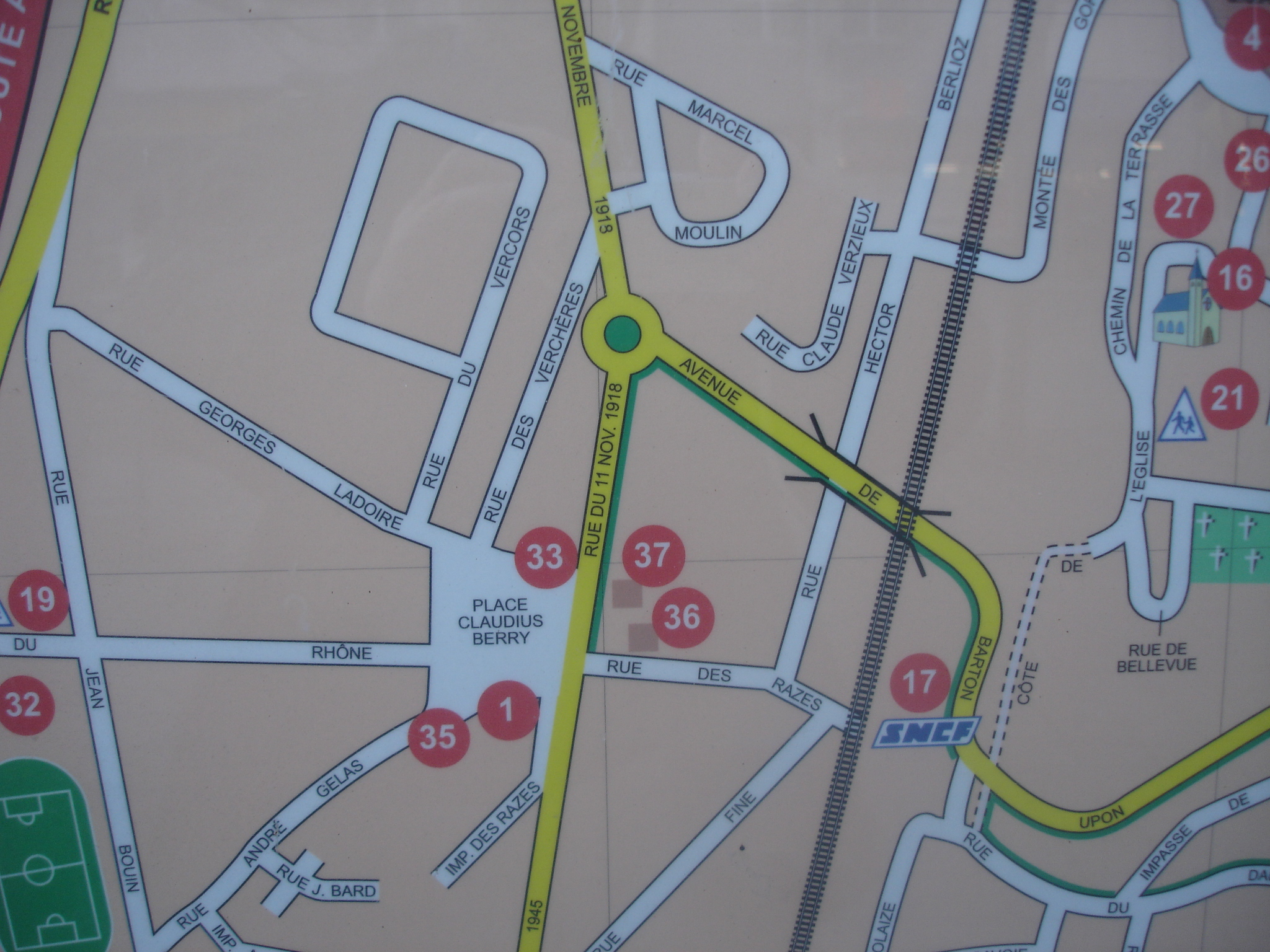
Cartographie de Feyzin-le-bas

La commune s'étire le long du Rhône sur les bas-côtés de la rive gauche, dans un paysage des petites îles, d'étangs empoissonnés et de lônes, terme local qui désigne des zones marécageuses sur les rives du fleuve. Elles sont constituées de petits étangs qui communiquent avec le Rhône, entrecoupés de haies, de zones parfois inextricables où se réfugient les poissons, faites surtout d'épineux et de variétés de saules (saules nains, osiers…). Cette végétation est décrite par l'écrivain Bernard Clavel ayant résidé près de Feyzin, le long du Rhône, sur la commune voisine de Vernaison. C'est le cas dans un roman comme Le Seigneur du fleuve qui évoque la vie des riverains, ceux qui vivaient chichement du fleuve, habitant sur ses berges et subissant parfois ses colères. Dans Vorgine, il décrit « Les dictionnaires nous apprennent que la vorgine est le lieu où pousse la vorge. (nom vulgaire de l'ivraie) Pour les riverains du Rhône, la vorgine est cette partie des rives où la terre et l'eau se mêlent, où poussent les saules têtards, les peupliers, les ronces, les roseaux, les joncs et bien d'autres plantes. Tout cela constitue un domaine secret, touffu, spongieux, plein de mystères et que ne fréquentent que ceux qui le connaissent assez pour ne jamais s'y perdre. »

#### Écologie

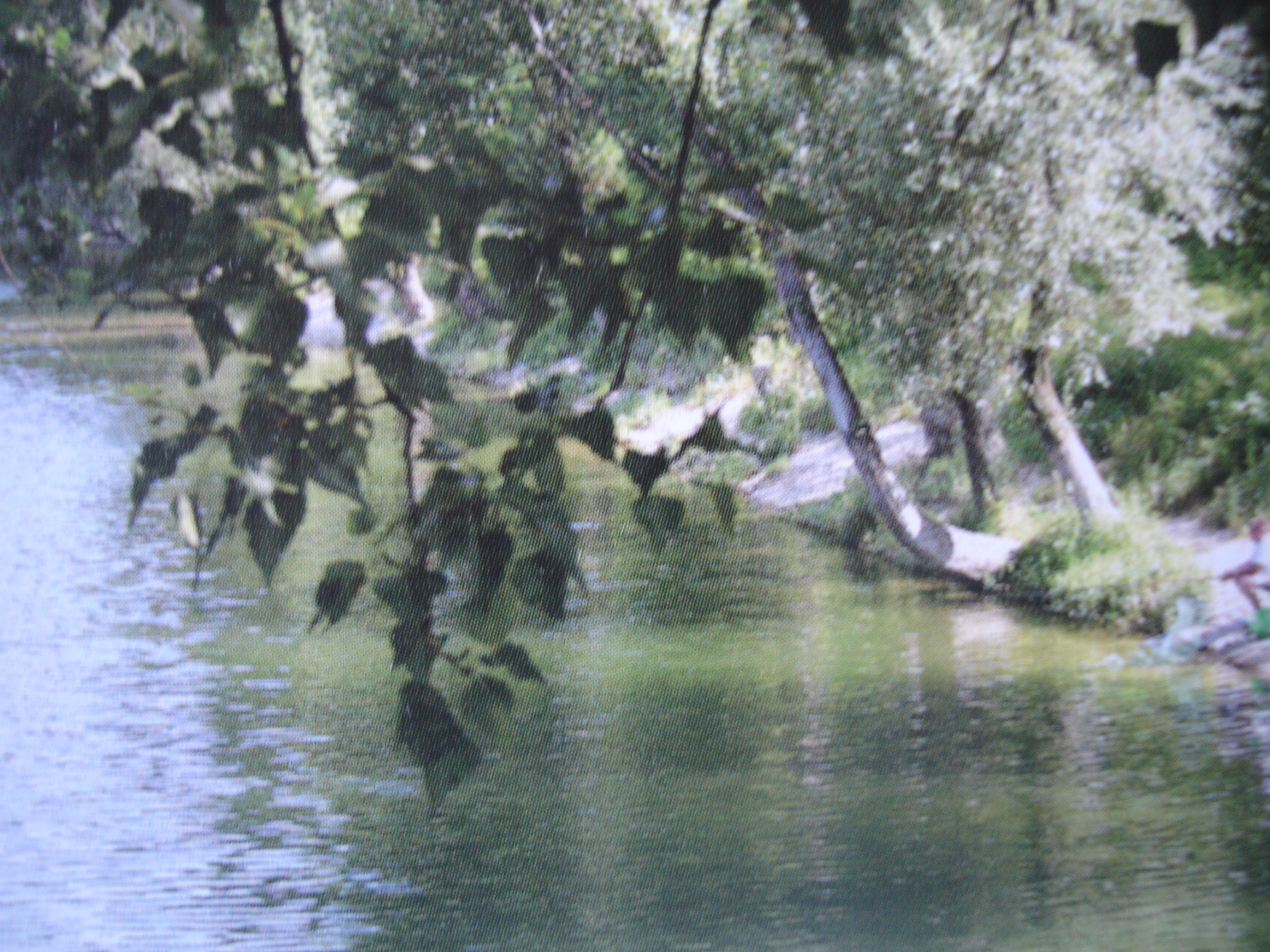
L'Étang Guinet

La catastrophe de la raffinerie de 1966 a suscité une prise de conscience parmi les collectivités publiques réunies au sein du SMIRIL ou Syndicat mixte intercommunal du Rhône, des îles et les lônes. Restant attachées à l'industrie pourvoyeuse de fonds et d'emplois, ces communes accordent un intérêt croissant aux projets de développement remettant en valeur les sites que compte leur territoire, et notamment ceux situés le long du Rhône. Un plan d'aménagement a été lancé par la commune avec l'aide du SMIRIL. Ce plan s'articule autour de trois thèmes :
- Favoriser la biodiversité et réaménager l'étang Guinet sur l'île de la Chèvre et sauvegarder les espèces peuplant l'île tels que castors et cigales.
- Créer un observatoire de la biodiversité : par exemple, sur les 19 espèces piscicoles recensées, la présence du chabot indique que la qualité de l'eau est excellente[5].
- Reconstituer la forêt alluviale des Razes, la ripisylve, pour lui redonner son aspect d'origine et en faire une zone pédagogique d'explication du milieu et des essences replantées et participer à la lutte contre le réchauffement climatique.
- À Feyzin, industrie et écologie ne sont pas forcément antinomiques : depuis 2004, la torchère nord de la raffinerie est nidifiée par des faucons pèlerins et des visites guidées permettent de les observer en toute quiétude pour les oiseaux et leurs petits.

#### Feyzin et la biodiversité
Contrairement à une idée reçue, la densité d'un fort tissu industriel est parfaitement compatible avec une volonté de donner toute sa place à la biodiversité et à l'écologie. Les exemples récents en 2008-2010 des efforts de la commune dans ces domaines sont nombreux : sentier nature des bois de fort, sentier pédagogique du vallon de la Raze, la forêt des Razes (voir ci-dessus) avec ses 615 arbres d'essence locales, reconquête paysagère d'un terrain en friche, les Grandes Terres, l'étang Guinet, ainsi que la mare du parc des Trois cerisiers. Les espaces agricoles et naturels représentent le tiers de la surface communale, soit 380 hectares, ce qui confirme que Feyzin, des confins des Grandes Terres jusqu'aux rives du Rhône et à ses 'lônes', possède un patrimoine naturel considérable.

### Climat
Pour des articles plus généraux, voir Climat d'Auvergne-Rhône-Alpes et Climat du Rhône.
En 2010, le climat de la commune est de type climat du Bassin du Sud-Ouest, selon une étude du Centre national de la recherche scientifique s'appuyant sur une série de données couvrant la période 1971-2000. En 2020, Météo-France publie une typologie des climats de la France métropolitaine dans laquelle la commune est dans une zone de transition entre le climat semi-continental et le climat de montagne et est dans une zone de transition entre les régions climatiques « Bourgogne, vallée de la Saône » et « Nord-est du Massif Central ».
Pour la période 1971-2000, la température annuelle moyenne est de 11,9 °C, avec une amplitude thermique annuelle de 18 °C. Le cumul annuel moyen de précipitations est de 852 mm, avec 8,6 jours de précipitations en janvier et 6,6 jours en juillet. Pour la période 1991-2020, la température moyenne annuelle observée sur la station météorologique de Météo-France la plus proche, « Saint-Genis-Laval », sur la commune de Saint-Genis-Laval à 6 km à vol d'oiseau, est de 12,8 °C et le cumul annuel moyen de précipitations est de 782,6 mm,. Pour l'avenir, les paramètres climatiques de la commune estimés pour 2050 selon différents scénarios d'émission de gaz à effet de serre sont consultables sur un site dédié publié par Météo-France en novembre 2022.
| Mois                                  | jan.             | fév.             | mars           | avril           | mai             | juin           | jui.           | août           | sep.            | oct.            | nov.            | déc.             | année      |
| ------------------------------------- | ---------------- | ---------------- | -------------- | --------------- | --------------- | -------------- | -------------- | -------------- | --------------- | --------------- | --------------- | ---------------- | ---------- |
| Température minimale moyenne (°C)     | 1                | 1,3              | 4,2            | 6,9             | 10,7            | 14,3           | 16,3           | 16             | 12,4            | 9,2             | 4,6             | 1,7              | 8,2        |
| Température moyenne (°C)              | 3,9              | 5                | 9              | 12,2            | 16              | 20             | 22,3           | 22             | 17,7            | 13,3            | 7,8             | 4,5              | 12,8       |
| Température maximale moyenne (°C)     | 6,9              | 8,7              | 13,7           | 17,4            | 21,4            | 25,7           | 28,2           | 28,1           | 22,9            | 17,3            | 10,9            | 7,3              | 17,4       |
| Record de froid (°C) date du record   | −19,3 17.01.1893 | −18,4 04.02.1917 | −10,6 01.03.05 | −3,8 08.04.03   | −0,3 04.05.1941 | 0,2 10.06.1967 | 5,8 08.07.1954 | 6,5 31.08.1940 | 0 04.09.1917    | −4,7 27.10.1887 | −9,5 28.11.1915 | −17,3 22.12.1938 | −19,3 1893 |
| Record de chaleur (°C) date du record | 19,4 30.01.13    | 22,5 15.02.1958  | 25,7 31.03.21  | 29,7 19.04.1949 | 34,7 24.05.09   | 38,7 22.06.03  | 40,2 31.07.20  | 41,5 13.08.03  | 36,7 05.09.1949 | 29,7 02.10.23   | 22,8 07.11.1955 | 19,2 03.12.1961  | 41,5 2003  |
| Précipitations (mm)                   | 48,1             | 36,7             | 46,5           | 67,7            | 75              | 67,5           | 64,8           | 63,2           | 79,8            | 94,5            | 90,1            | 48,7             | 782,6      |

## Urbanisme

### Typologie
Au 1er janvier 2024, Feyzin est catégorisée grand centre urbain, selon la nouvelle grille communale de densité à sept niveaux définie par l'Insee en 2022.
Elle appartient à l'unité urbaine de Lyon, une agglomération inter-départementale regroupant 123 communes, dont elle est une commune de la banlieue,,. Par ailleurs la commune fait partie de l'aire d'attraction de Lyon, dont elle est une commune du pôle principal,. Cette aire, qui regroupe 397 communes, est catégorisée dans les aires de 700 000 habitants ou plus (hors Paris),.

### Occupation des sols
L'occupation des sols de la commune, telle qu'elle ressort de la base de données européenne d’occupation biophysique des sols Corine Land Cover (CLC), est marquée par l'importance des territoires artificialisés (57,1 % en 2018), en augmentation par rapport à 1990 (53,1 %). La répartition détaillée en 2018 est la suivante : 
terres arables (28,7 %), zones urbanisées (27,6 %), zones industrielles ou commerciales et réseaux de communication (27,1 %), forêts (4,7 %), eaux continentales (4,6 %), prairies (3,8 %), espaces verts artificialisés, non agricoles (2,4 %), zones agricoles hétérogènes (1,1 %). L'évolution de l’occupation des sols de la commune et de ses infrastructures peut être observée sur les différentes représentations cartographiques du territoire : la carte de Cassini (XVIIIe siècle), la carte d'état-major (1820-1866) et les cartes ou photos aériennes de l'IGN pour la période actuelle (1950 à aujourd'hui).

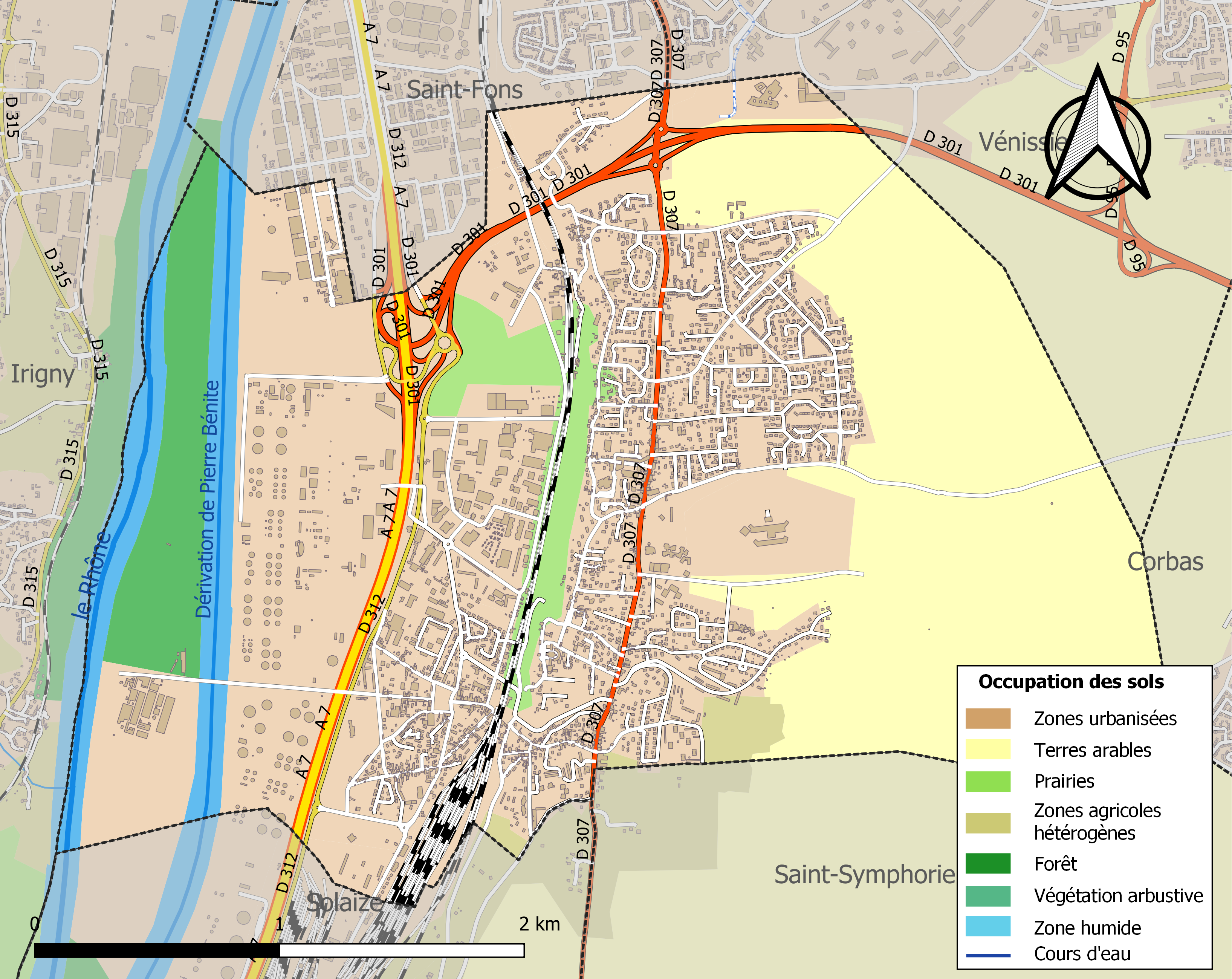
Carte des infrastructures et de l'occupation des sols de la commune en 2018 (CLC).

### Morphologie urbaine

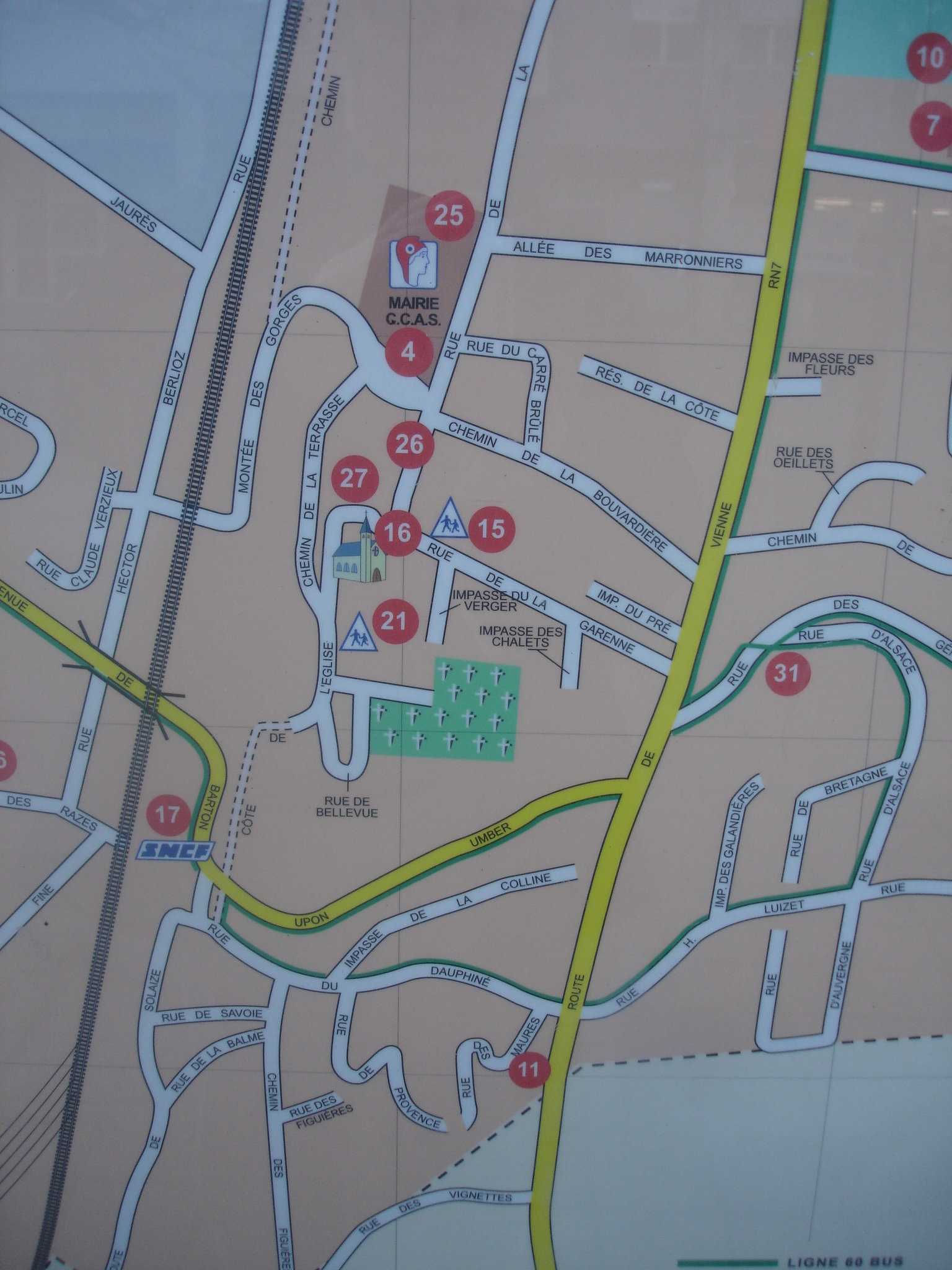
Feyzin-le-Haut

Le haut de Feyzin, situé au nord-ouest de la commune le long de l'ex-nationale 7 s'urbanise rapidement du fait de la proximité du centre de Lyon : la création récente d'activités place de la Bégude en témoigne : centre commercial, poste, gendarmerie, maison de retraite. Début 2010 verra le déménagement de la Poste et l'extension du supermarché pour re dynamiser le commerce local.
C'est en fait un espace contrasté prolongeant les sorties sud des communes de Saint-Fons et de Vénissieux, avec en particulier une zone d'activité et de promenade préservée, Les Grandes Terres, qui connaît encore des activités agricoles.
Depuis 2003, date à laquelle l'armée l'a cédé à la ville de Feyzin, l'ancien fort est devenu un lieu de visite et de promenade. Cet ensemble de bâtiments anciens et massifs est en pleine reconversion et il faudra encore quelques années avant que les travaux de restauration soient menés à leur terme. D'autres aménagements importants ont été réalisés, comme la zone piétonne qui relie l'église à la mairie, formant un ensemble d'îlots jadis séparés, et se poursuit jusqu'au parc de l'Europe avec sur la place le château hébergeant des activités comme l'école de musique, qui fait ici sa jonction avec l'ex nationale 7. On y trouve aussi une grande médiathèque qui organise régulièrement des réunions et des manifestations pour promouvoir la lecture.

### Voies de communication et transports

#### Desserte routière

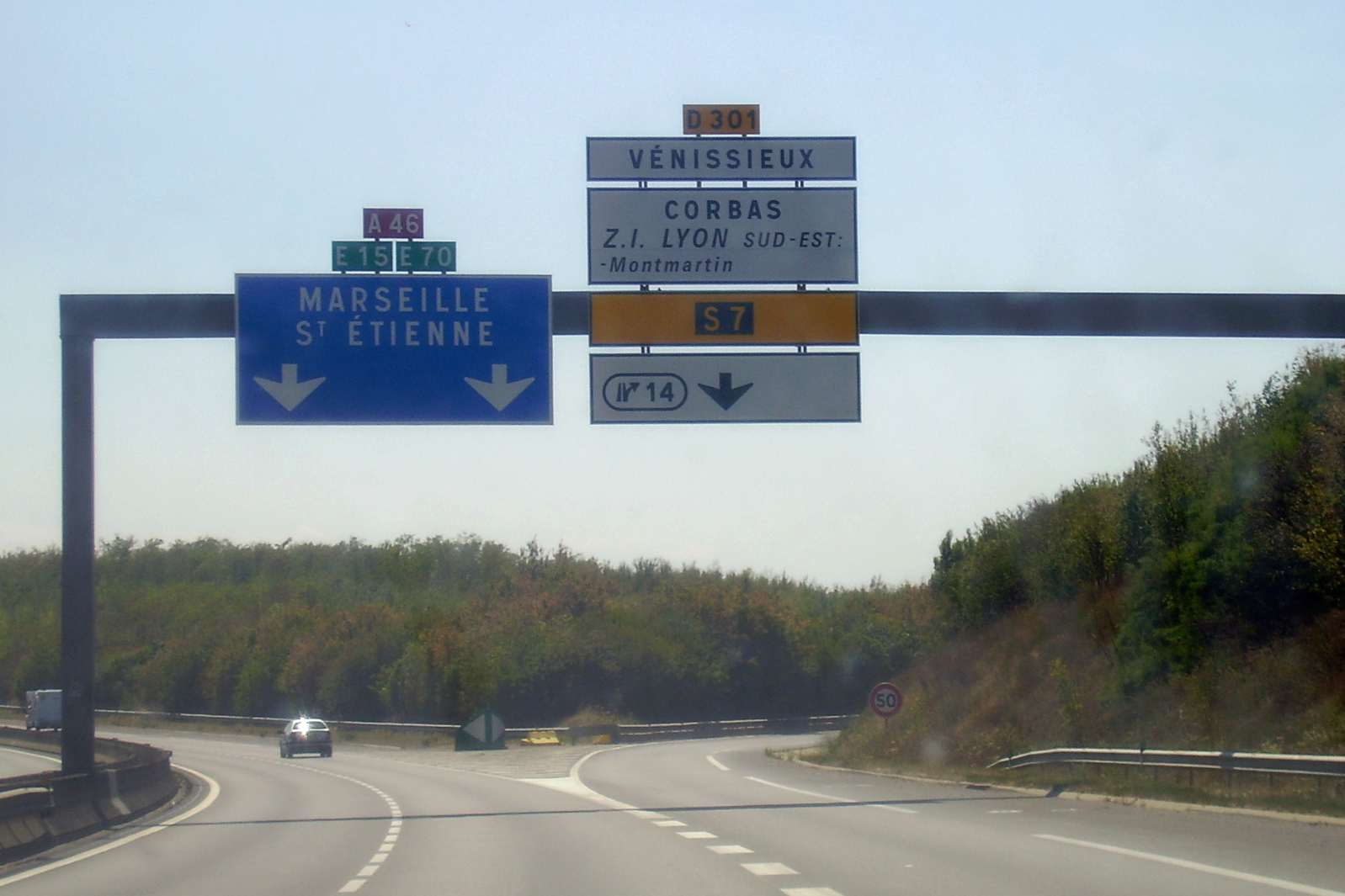
L'A 46 vers Feyzin

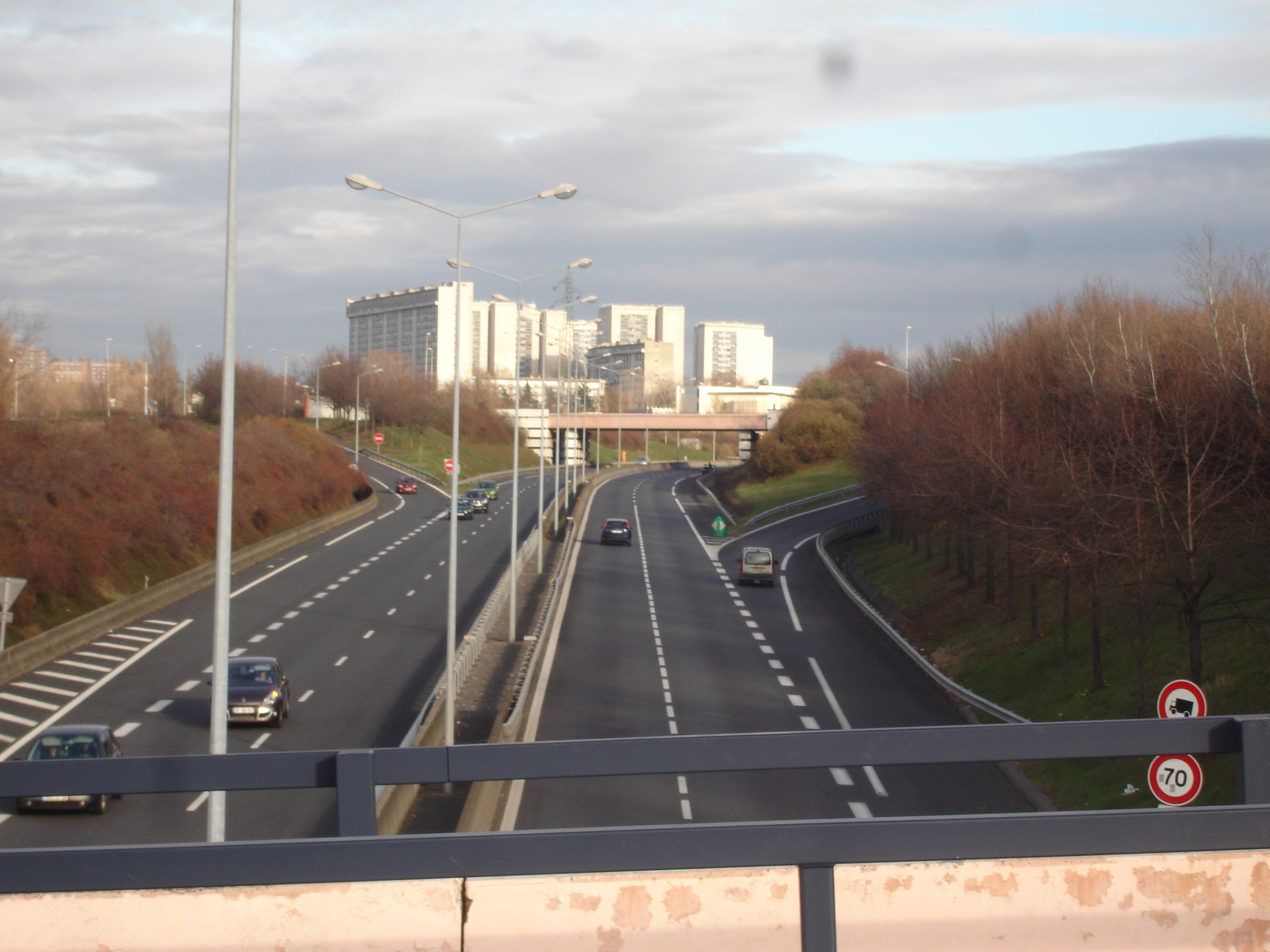
Le boulevard urbain sud (BUS)

La partie nord de la ville, qui s'est développée le long de l'ex route nationale 7, est traversée par le boulevard urbain sud, voie rapide suburbaine qui relie l'autoroute A7 à l'autoroute du contournement est de Lyon, l'A 46, dessert les communes de l'est lyonnais et les abattoirs implantés sur la commune de Corbas.

#### Transports ferroviaires
La commune est desservie par les TER en gare de Feyzin dont les abords ont été entièrement redessinés durant les années 2008-2009. Depuis début 2010, 9 minutes sont nécessaires pour relier en TER Feyzin à la gare de Lyon-Jean-Macé et ceci à raison de 19 trains par jour, toutes les trente minutes en heures de pointe. Et la gare de Lyon-Jean-Macé est connectée à la ligne B du métro, au tramway T2 ainsi qu'à plusieurs lignes de bus et des stations Vélo'V.

#### Transports en commun
Comme membre de la métropole de Lyon, la commune est desservie par le réseau des transports en commun lyonnais.
- - Parc de Parilly <> Solaize Mairie, par Parilly, Gare de Vénissieux et la Bégude.
- - Perrache <> Feyzin les Razes par Halle Tony Garnier, Stade de Gerland, Saint Fons 4 chemins, Maurice Thorez, La Bégude, le Bandonnier, Feyzin Gare.
- - Feyzin Gare <> Solaize C.R.E.S. Cette ligne ne circule qu'en heure de pointe afin de desservir la zone d'emploi de l'ouest de Solaize.

La ville est aussi desservie par la ligne 113 des cars du Rhône, qui relie Parilly à la gare de Givors par Gare de Vénissieux, Feyzin la Bégude, Sérézin et Ternay.
La ligne de Tramway T4 a son terminus à Hôpital Feyzin Vénissieux, station située en face de l'hôpital des Portes du Sud, entre les villes de Feyzin et Vénissieux.

### Urbanisme et déplacements
L'équipe municipale voudrait faciliter le déplacement piétonnier des familles en créant un pédibus sécurisé, le pédibus du Plateau, et diminuer de ce fait les déplacements en voiture.
L'aménagement du secteur autour de l'église et de l'école du plateau devrait permettre d'y insérer ce projet programmé sur les années 2010-2011.
En matière de logements, la politique de la municipalité est définie en concertation avec la métropole de Lyon à partir du Programme Local de l’Habitat (PLH). Elle est basée sur la réhabilitation de l’existant et la construction de petits ensembles collectifs de qualité, tout en ayant comme priorité le maintien de la mixité sociale et la réalisation d'une politique durable de l’habitat.

## Héraldique et toponymie
|  | Les armes de la commune de Feyzin se blasonnent ainsi : De gueules à la bande ondée d'azur* chargée d'un soleil non figuré d'or issant de la pointe, accompagnée en chef d'un fagot d'or et en pointe d'un coq contourné du même, crêté et barbé du champ ; au chef d'or chargé d'un dauphin versé d'azur, crêté, barbé, loré, peautré et oreillé de gueules. * Il y a là non-respect de la règle de contrariété des couleurs : ces armes sont fautives (l'azur de la bande sur champs de gueules). |

Le blason a été élaboré entre 1966 et 1967. La partie supérieure représente le Dauphiné, symbole de l'appartenance à cette ancienne province. La bande centrale ondulée en bleu représente le Rhône avec un lever du soleil. Le fagot désigne l'origine étymologique de Feyzin, du latin : fascis signifiant en français : fagot. Le coq était un attribut de la famille de Chaponnay, alors seigneur local.

### Devise de la ville
La devise de la ville est : Quand le coq chante, l'espoir revient.

## Histoire

### Les origines
En 1241, la seigneurie de Feyzin est détenue par la famille de Chandieu, qui dépend elle-même des comtes de Savoie (Hommage de 1241, Chorier, histoire du Dauphiné). Mais en 1287, une sentence arbitrale entre l'archevêque de Vienne et le comte de Savoie adjuge au prélat et à l'église de Vienne, le château et le mandement de Feyzin.
Vers 1310, La famille Chandieu cède ses droits (seigneurie et haute justice) au comte de Savoie. Feyzin est alors rattaché à Saint-Symphorien-d'Ozon et en 1355 le village, enclave savoyarde en Dauphiné, devient dauphinois lors du traité signé cette même année entre la France et la Savoie.
Dans son ouvrage Aux environs de Lyon, A. Bleton parle d'un château situé à Feyzin-le-bas dans le quartier des Razes. Ce château qui fut par la suite démoli, hébergea en 1790 Joséphine de Beauharnais et sa fille Hortense qui rentraient en France en compagnie de l'un des fils de la propriétaire du château Anne Françoise de Chaponnay-Feyzin. Elles y demeurèrent quelque deux mois en novembre-décembre 1790. (selon l'historien local G. Saunier)

### XVIIIesiècle
Technique de constructionle pisé
La pierre étant réservée aux familles riches, de nombreux bâtiments sont construits en pisé, un mélange d'argile de glaise qui abondent dans la région. « La terre sera prise sur le fond », lit-on dans la plupart des actes notariés. Les fondations sont faites d'un mélange de cailloux ramassés aux alentours en épierrant les champs, de mortier fait de sable du Rhône et de chaux achetée au raffour, le four à chaux du village. Pour que les pluies ne ruinent pas prématurément les murs des maisons, il faut bancher, faire un coffrage en plaçant le matériau entre deux murs de planches, mélanger avec le gravier du Rhône et compresser le tout à l'aide d'un pison pour que les murs deviennent aussi durs que du béton.
Avec ce procédé, les maisons atteignent six à sept banchées de haut, soit 4 mètres à 5 mètres de hauteur. La charpente s'achète au pont de La Guillotière à proximité de Lyon et les tuiles à la fabrique située dans le village même de Feyzin. La cheminée est faite de matériaux divers selon la richesse des résidents : pierres dorées du mont Verdun avec seuils, jambages et linteaux en pierre de Couzon, si on est riche ou de molasse de carrières souterraines de Vénissieux si on l'est moins.

### XXesiècle
L'ère qui s'ouvre après 1945 et l'explosion démographique de la région lyonnaise provoquent un essor rapide de la commune qui cependant, avec sa zone industrielle et sa raffinerie, évite de devenir une ville dortoir à la périphérie de Lyon comme d'autres cités.
Le 4 janvier 1966, à 6 h 40, une explosion à la raffinerie suivie d'un incendie fait dix-huit morts, dont onze pompiers, une centaine de blessés, et impose l'évacuation du quartier avoisinant qui a été très endommagé. Cette catastrophe, considérée comme la première catastrophe industrielle en France, a permis la prise de conscience du phénomène du BLEVE.
Initialement rattachée au département de l'Isère et au canton de Saint-Symphorien-d'Ozon, la commune de Feyzin est transférée comme tout son canton au département du Rhône par la loi no 67-1205 du 29 décembre 1967.
Elle rejoint le canton de Saint-Fons à sa création en 1985.

### XXIesiècle
Le Grand Lyon disparaît le 1er janvier 2015, et laisse place à la collectivité territoriale de la métropole de Lyon.
Dans la nuit du 18 au 19 février 2025, un incendie dans un lotissement rue Louis-Auguste Lumière tue trois femmes d'une soixantaine d'années et mobilise plus de cinquante pompiers,.

## Politique et administration

### Tendances politiques et résultats
Si après la Libération, la commune, restée encore partiellement rurale, connaît une période de stabilité avec des équipes municipales d'obédience centriste, avec Marcel Moulin et Marcel Ramillier, l'apport de nouvelles populations permet l'élection en 1977 d'une équipe socialiste dirigée par Marie-Josèphe Sublet. L'année suivante, cette dernière est même élue députée de la circonscription, battant le candidat communiste au second tour.
Les problèmes de développement structurels provoquent sa défaite en 1989 pour laisser la place à deux groupes d'intérêt local jusqu'en 2001 où le PS retrouve la gestion de la commune avec son maire Yves Blein.
Aux municipales de mars 2008, Yves Blein est réélu face à la liste UMP de Jean-Pierre Communal-Haour qui obtient 20 % et celle du Divers droite Christophe Charles avec 19,90 % des voix.
Aux élections européennes du 9 juin 2024, le Rassemblement national arrive largement en tête à Feyzin (34,96% contre 28,34% en 2019),, devant LFI (21,94% contre 8,39% en 2019),, PS-Place publique (11,70% contre 7,08% en 2019),, le parti au pouvoir n'arrivant que 4ème avec 9,73% (contre 17,79% en 2019),.

### Politique de développement durable
La commune a engagé une politique de développement durable en lançant une démarche d'Agenda 21 en 2006.

### Budget et fiscalité
Lors de la présentation du budget prévisionnel 2010, le maire Yves Blein a fait les remarques suivantes : « Les dépenses et les recettes s'équilibrent sans nouvel emprunt ni augmentation des impôts locaux. » René Farnos, conseiller municipal délégué a ajouté qu'il était un savant exercice d'équilibre… « sans pour autant renoncer aux investissements. »[réf. nécessaire]

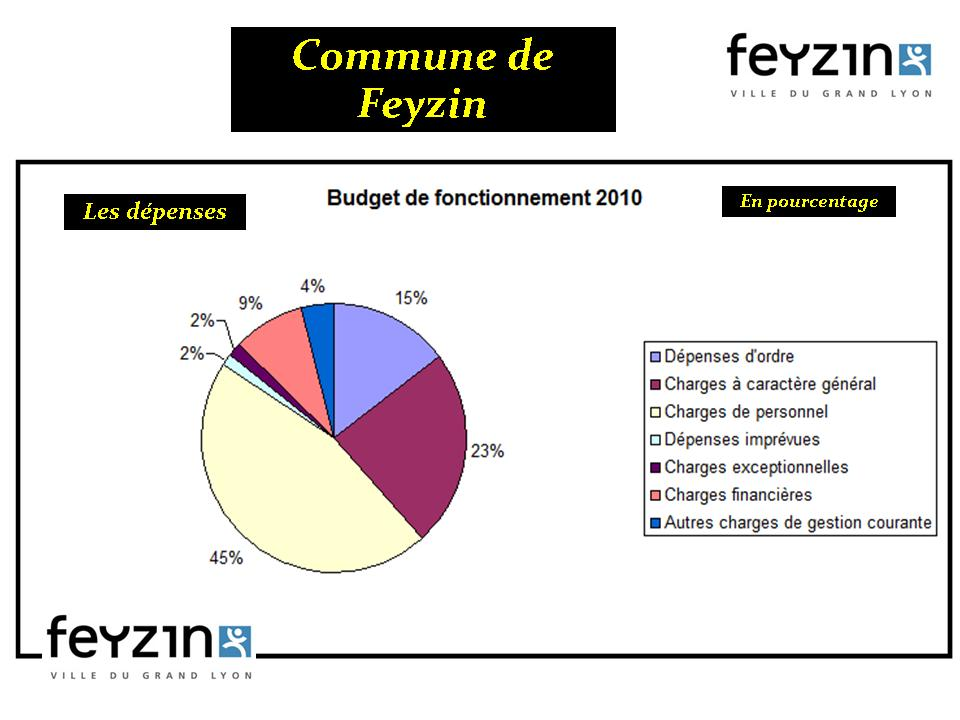
Budget : dépenses 2010

Des finances saines : l'exercice précédent a été soldé avec un excédent net global de 1,74 million d'euros. On peut noter la diminution des charges générales de 3,30 % et une réorganisation des dépenses sociales en faveur des dépenses de solidarité.
- Budget 2010 :
  - Budget global : 25 500 000 euros
  - Budget de fonctionnement (dépenses-recettes) : 19 425 353 euros
  - Budget d'investissement : 6 074 647 euros, soit presque 25 % du budget global

### Jumelages
- Barton-upon-Humber (Angleterre)
- Gondomar (Portugal)
- Laupheim (Allemagne)
- Qormi (Malte)

## Population et société

### Démographie
L'évolution du nombre d'habitants est connue à travers les recensements de la population effectués dans la commune depuis 1793. Pour les communes de moins de 10 000 habitants, une enquête de recensement portant sur toute la population est réalisée tous les cinq ans, les populations de référence des années intermédiaires étant quant à elles estimées par interpolation ou extrapolation. Pour la commune, le premier recensement exhaustif entrant dans le cadre du nouveau dispositif a été réalisé en 2004.

En 2022, la commune comptait 9 727 habitants, en évolution de −1,54 % par rapport à 2016 (Rhône : +3,93 %, France hors Mayotte : +2,11 %).
| 1793 | 1800 | 1806 | 1821  | 1831  | 1836  | 1841  | 1846  | 1851  |
| ---- | ---- | ---- | ----- | ----- | ----- | ----- | ----- | ----- |
| 773  | 930  | 951  | 1 018 | 1 068 | 1 161 | 1 251 | 1 185 | 1 242 |

| 1856  | 1861  | 1866  | 1872  | 1876  | 1881  | 1886  | 1891  | 1896  |
| ----- | ----- | ----- | ----- | ----- | ----- | ----- | ----- | ----- |
| 1 274 | 1 248 | 1 240 | 1 189 | 1 725 | 1 211 | 1 210 | 1 259 | 1 240 |

| 1901  | 1906  | 1911  | 1921  | 1926  | 1931  | 1936  | 1946  | 1954  |
| ----- | ----- | ----- | ----- | ----- | ----- | ----- | ----- | ----- |
| 1 317 | 1 330 | 1 592 | 1 666 | 1 801 | 1 950 | 1 814 | 1 775 | 2 418 |

| 1962  | 1968  | 1975  | 1982  | 1990  | 1999  | 2004  | 2006  | 2009  |
| ----- | ----- | ----- | ----- | ----- | ----- | ----- | ----- | ----- |
| 3 325 | 5 604 | 7 346 | 7 753 | 8 520 | 8 469 | 9 347 | 9 531 | 9 150 |

| 2014  | 2019  | 2022  | - | - | - | - | - | - |
| ----- | ----- | ----- | - | - | - | - | - | - |
| 9 383 | 9 902 | 9 727 | - | - | - | - | - | - |

### Enseignement
Feyzin est située dans l'académie de Lyon. Le collège de Feyzin s'appelle "collège Fréderic Mistral"

### Manifestations culturelles et festivités

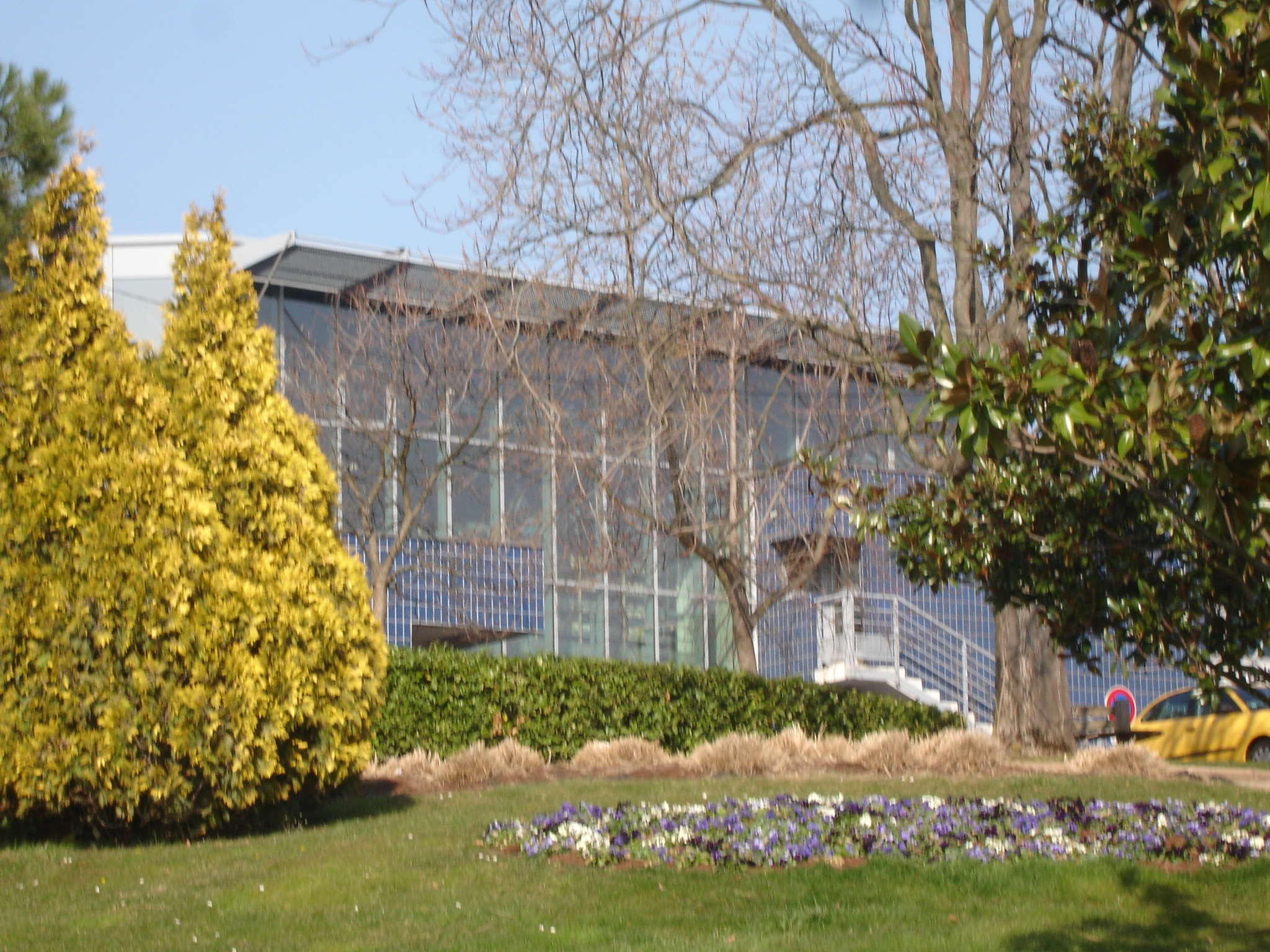
La médiathèque

- La salle appelée L'Épicerie moderne[39] est consacrée à la culture et plus particulièrement à la musique. Par exemple, pour le début d'année 2010, quatre concerts sont programmés : jazz par l’école de musique avec l’atelier jazz de Pierre Bénite, Concert Bar avec Sammy Decoster, concert du brass band Docteur Lester, concert Monteverdi.
- La médiathèque accueille aussi des manifestations culturelles qui vont de la musique (par exemple, Master class de Jazz manouche en janvier 2010) à des expositions (par exemple exposition Forteresses et résonances en passant par des conférences (par exemple, sur l’autoportrait du 20e siècle ou sur le peintre Paul Klee, par l’association O’Azart au 1er trimestre 2010).
- La Maison du Patrimoine, située à côté de l'église, organise pendant plusieurs mois une exposition intitulée La manivelle à la ferme, jusqu'au 21 mars 2010.
- L'école de musique est située dans le château du parc de l'Europe. En plus des cours qu'elle dispense pour apprendre la musique et trouver un groupe ou un ensemble, elle organise plusieurs concerts à Feyzin comme la Nuit du Jazz et participe à l'éveil musical dans de nombreuses structures de la ville comme les crèches, écoles, centres sociaux et maisons de retraite.

### Sports
En 2010, a été lancée l'opération Tout pour le sport. Les équipements sportifs sont déjà nombreux sur la commune avec les salles omnisports, les terrains de tennis, les stades, la piscine d'été, le dojo, le boulodrome, etc. L'effort continue puisqu'en 2009 la salle Ramillier a été entièrement refaite et équipée d'un plateau de gymnastique olympique, d'un espace consacré au full contact. Ceci explique aussi que Feyzin dans cette discipline accueille Carole Puissant, championne de France, un vainqueur de la coupe de France et plusieurs vice-champions de France.

#### La politique sportive
De nombreuses associations sont chargées de gérer tous ces équipements et d'apporter à chaque sportif les compétences nécessaires à sa discipline. Le sport à Feyzin, c'est 25 associations sportives, 193 000 euros de subventions municipales en 2010, un gros effort d'investissement (501 000 euros en 2009) ainsi que les équipements suivants : 2 stades, 2 terrains de foot en herbe, 2 sur sable, 6 terrains de tennis, 1 dojo avec 2 salles d'arts martiaux, 2 salles omnisports, 1 salle de boxe, 1 boulodrome et 1 piscine.

#### Sport et handicap
L'objectif annoncé est de rendre possible et entièrement sécurisé l'accès à la piscine pour les handicapés. Déjà les abords des bassins ont été aménagés en 2008-2009 (vestiaires et rampes d'accès). L'installation d'un système mécanique permettant de faire glisser dans le bassin une personne handicapée à l'aide d'une nacelle, devrait être opérationnelle d'ici l'été 2010.

#### Football

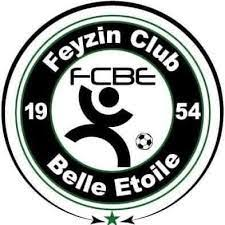
logo du Feyzin Club Belle Etoile

L'équipe de football de la ville de Feyzin est le Feyzin Club Belle Etoile. L'équipe évolue en D1

#### Le centre équestre
Installé au cœur du Fort, le centre équestre du fort de Feyzin a ouvert ses portes le 27 juillet 2013. Après la réhabilitation totale du pavillon d'entrée et des anciennes écuries, la création d'un manège couvert et d'une carrière à ciel ouvert, le centre peut désormais accueillir de nouveaux cavaliers. La gestion de cet équipement a été confiée, par délégation de service public, à l'UCPA.

### Médias
En 2014, la commune de Feyzin a été récompensée par le label « Ville Internet @@ ».

### Culture

#### Culture artistique
En 2002, la mairie ne renouvèle pas la convention qui l'unit avec la compagnie en résidence au Centre Léonard de Vinci. Le maire évoque alors « une réorientation de sa politique culturelle » contre l'avis du directeur du centre Dominique Lardenois. Depuis, l'épicerie moderne est un projet consacré aux musiques actuelles. On peut y écouter de la chanson au jazz, des ambiances acoustiques aux mondes amplifiés.

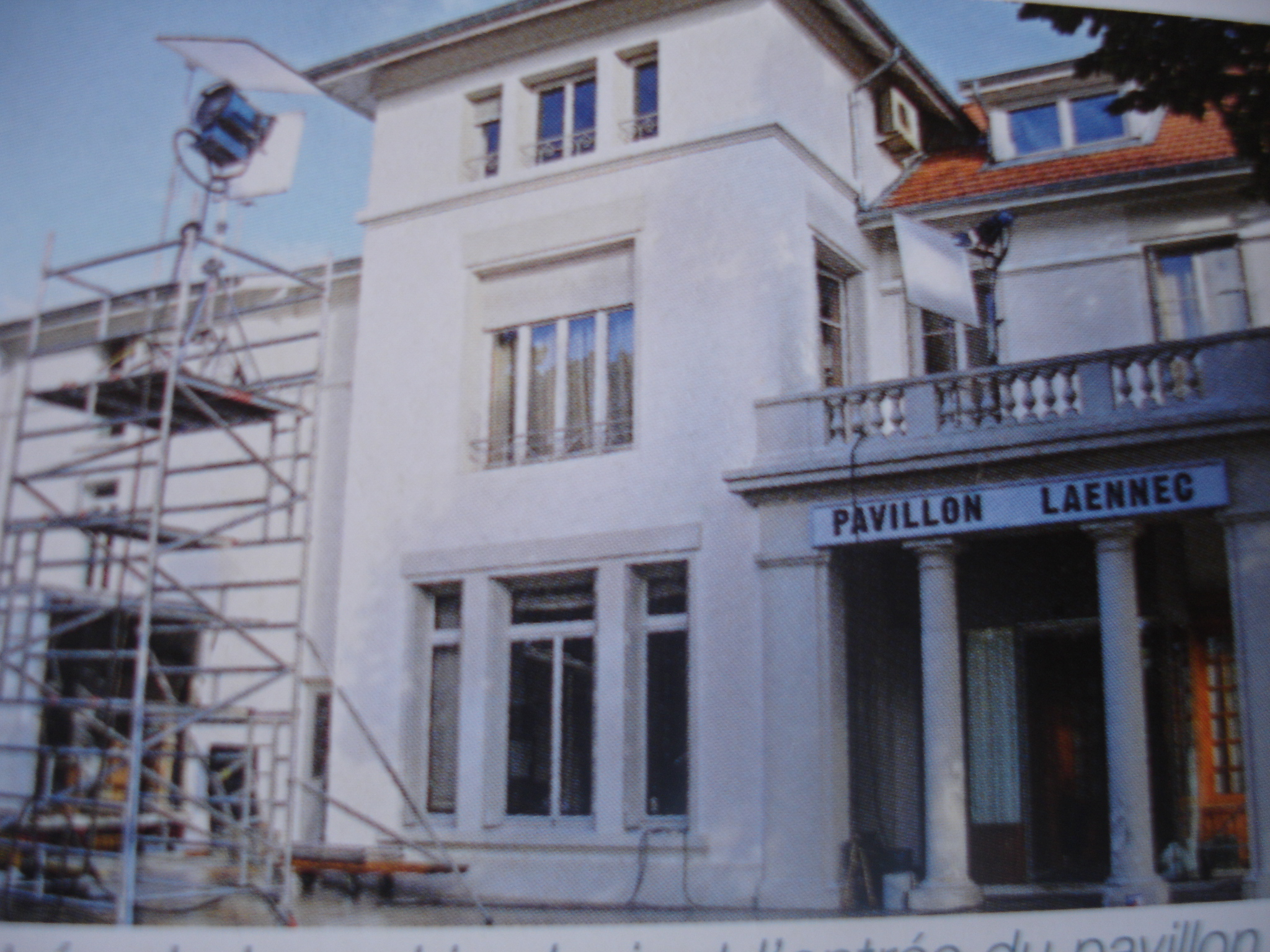
La mairie sert de décor de cinéma pendant le tournage d'un film.

Dans les années 2009 et 2010, le cinéma et la télévision sont séduits par le décor feyzinois : un épisode de Kaamelott est tourné au fort de Feyzin ainsi que des scènes du film Le Pain du Diable avec Samuel Labarthe, où la mairie est transformée en pavillon hospitalier Laënnec ou encore des scènes de la série policière Interpol dans le parc de l'Europe.

#### Culture historique
La commune organise aussi des balades de découverte historique, comme dans le quartier des Razes, avec l'association Robins des villes, balade guidée avec explications sur l'histoire et l'évolution du quartier puis visite privée du musée familial de M. Bailly sur l’histoire de Feyzin, dont la maison date de 1667.
Les archives de la commune, accessibles au public, contiennent un important fonds documentaire historique stocké allée Jean Moulin, qui va du document le plus ancien, un registre paroissial datant de 1590, à une série de documents du XVIIIe siècle.

## Économie

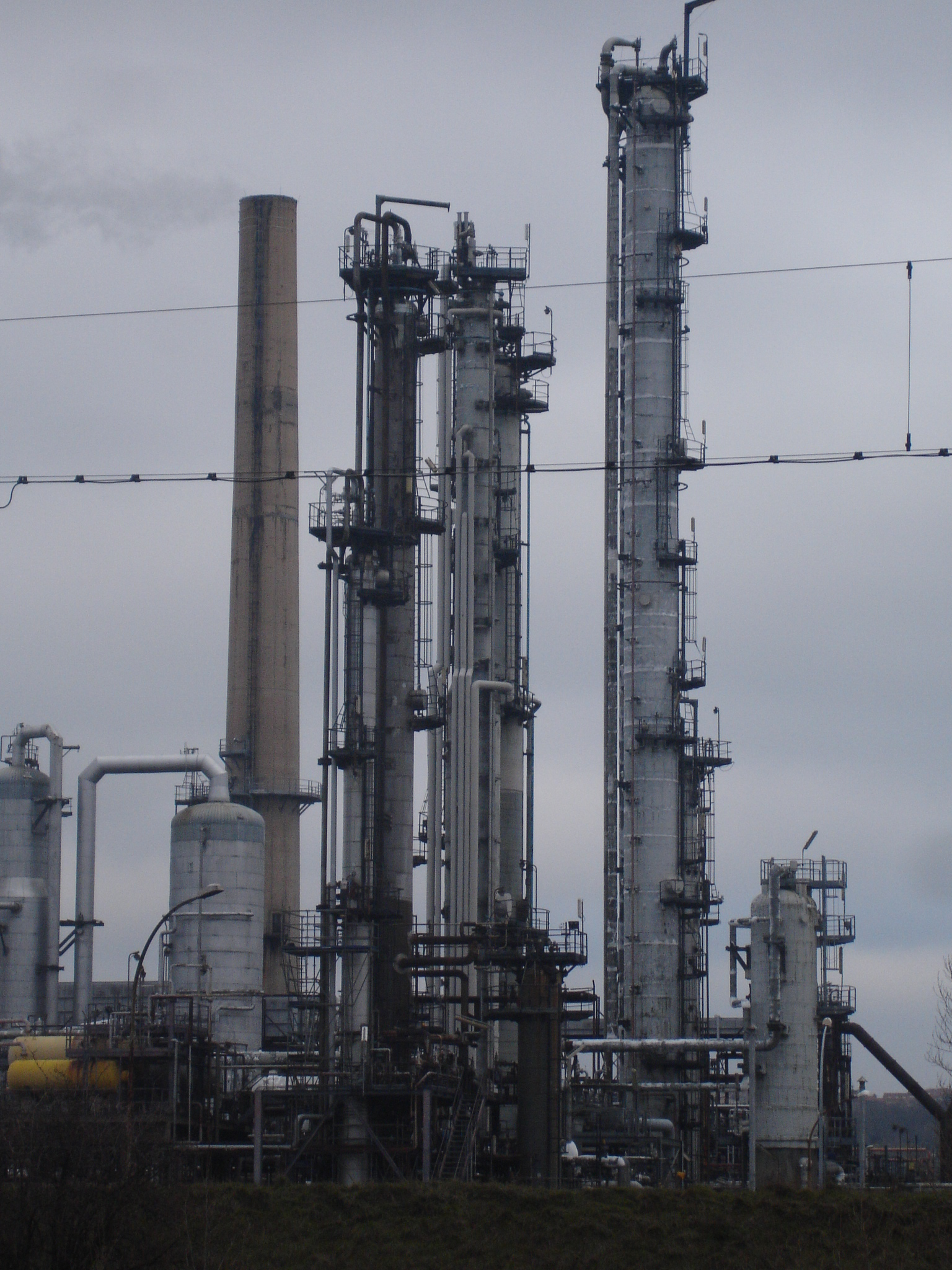
Un équipement de la raffinerie

### Entreprises et commerces
La raffinerie de Feyzin est une des plus importantes raffineries de pétrole d'Europe.
Outre la raffinerie, dans le classement du nombre d'entreprises sur la commune, ce sont les activités immobilières et les entreprises de travaux de construction qui arrivent en tête. Suivent ensuite le commerce de détail, le domaine de la santé, les activités sportives et ludiques, le transport, les services financiers, les associations ainsi que le domaine artistique.

## Culture locale et patrimoine

### Patrimoine architectural

#### Le Fort de Feyzin
Fort militaire de la seconde moitié du XIXe siècle, est l'un des maillons de la chaîne des forts de l’agglomération lyonnaise. Il est construit de 1875 à 1877 par le général Séré de Rivières (1815-1895) en prévision d'une invasion de la coalition des trois puissances, l'Autriche, la Prusse et l'Italie nommée Triplice et à la suite de la défaite de 1871. Toutefois, pendant cent-vingt ans, il ne sert que de garnison militaire.
Il représente un vaste ensemble : 22 000 m2 de surface bâtie sur 26 hectares boisés magnifiquement situé près du centre du Feyzin-le-haut. La volonté de la commune est de dédier à la paix ce monument édifié à l'origine pour la guerre, avec l'appui de l'association 'Bioforce', institut créé en 1983 par Charles Mérieux.
La commune en devient propriétaire en juillet 2003 et des visites y sont organisées en particulier pour l'action 'fort en ballade' et les journées européennes du patrimoine (les JEP) : découverte du chemin militaire par la caponnière, l'escalier de la poterne et les fossés, le bâtiment d'entrée et le pont roulant enjambant un fossé, entièrement rénovés ainsi que le sentier botanique.
Le Fort de Feyzin a abrité durant plus de 10 ans une harde d'une trentaine de daims. La mairie, ayant envisagé toutes les possibilités, a dû se résoudre en 2012 à un abattage total des animaux.
Un centre équestre a ouvert ses portes le 27 juillet 2013 au sein du Fort. Il est animé et géré pour le compte de la mairie de Feyzin par l'UCPA, association créée en 1965 afin de promouvoir les activités physiques et sportives de plein air.

### Personnalités liées à la commune
- L'abbé Jean Gerin (1797-1863), curé de Feyzin (1823-1831), dont le procès en béatification est ouvert depuis 2023[44].
- Victor Planchon (1863-1935), inventeur des premières pellicules utilisées pour le cinéma par les frères Lumière[45].
- Les archives de la famille Ramillier, dont un membre, Marcel Ramillier, a été maire de Feyzin de 1953 à 1977, sont en partie conservées aux Archives du département du Rhône et de la métropole de Lyon sous la cote 205 J.
- Famille Orard à la tête des pépinières du même nom, héritière de l'école lyonnaise de la rose.